# Kabuni
Kabuni (alb. kabunia) – tradycyjny deser albański. 
Danie z ryżu smażonego na maśle z dodatkiem baraniny i namoczonych rodzynek. Po przyrządzeniu deser wkładany do aluminiowych foremek, z dodatkiem cukru, cynamonu i zmielonych goździków, podawany jest na zimno.